# Madame Favart
Madame Favart és una òpera en tres actes de Jacques Offenbach, amb llibret d'Alfred Duru i Henri Charles Chivot. S'estrenà al Folies-Dramatiques de París el 28 de desembre de 1878.	